# Wieleśnica
Wieleśnica (błr. Велясніца; ros. Велесница) – wieś na Białorusi, w rejonie pińskim obwodu brzeskiego, około 21 km na północny zachód od Pińska, nad Jasiołdą.

## Historia
Pierwsza wzmianka o Wieleśnicy pochodzi z 1503 roku, gdy właściciel obszernych tutejszych dóbr, piński kniaź Teodor Jarosławicz podarował „dworzyszcze” w Wieleśnicy Mikołajowi albo Teodorowi Szczepie. Ostatni z Jarosławiczów zapisał swe pińskie dobra królowi Zygmuntowi Staremu, a ten przekazał je swojej żonie, królowej Bonie. Bona potwierdziła w 1524 roku Szczepie własność dworu. Od połowy XVII wieku dobra te były własnością jezuitów pińskich. Około 1780 roku majątek ten (oraz sąsiedni Chłożyn) kupił gen. Piotr Antoni Twardowski. Ożeniwszy się z Felicją z Ordów, osiadł tu na stałe i zajął się gospodarstwem. Kolejnym dziedzicem był jego syn Józef (1786–1840), rektor Uniwersytetu Wileńskiego w latach 1823–1825, a po nim – jego syn Kazimierz (1813–1886), następnie – syn Kazimierza, Piotr, zmarły przed I wojną światową. Ostatnimi właścicielami dóbr byli synowie Piotra, Stefan i Kazimierz. W latach 90. XIX wieku majątek liczył 1808 dziesięcin.
Wieś duchowna położona była w końcu XVIII wieku w powiecie pińskim województwa brzeskolitewskiego.
Po II rozbiorze Polski w 1793 roku Wieleśnica znalazła się na terenie guberni mińskiej Imperium Rosyjskiego.
Po ustabilizowaniu się granicy polsko-radzieckiej w 1921 roku Wieleśnica znalazła się na terenie Polski, należała do gminy Porzecze w powiecie pińskim województwa poleskiego, od 1945 roku – w ZSRR, od 1991 roku – na terenie Republiki Białorusi.
W czerwcu 1944 roku Niemcy zniszczyli większość wiejskich zabudowań. Obecnie we wsi istnieje wiejski dom kultury, biblioteka, sklep i łaźnia.

## Dawny dwór
Generał Piotr Twardowski zbudował tu jeden z największych dworów na Pińszczyźnie. Był to parterowy, drewniany, siedemnastoosiowy klasycystyczny, bardzo długi dom na planie prostokąta. W jego centralnej frontowej części znajdował się portyk, którego trójkątny szczyt był podtrzymywany przez sześć kolumn (i dwie kolumny boczne). Wnętrze było dwutraktowe, w środkowej części amfiladowe, z reprezentacyjnymi pokojami od strony parku.
Przed dworem był rozległy gazon, z boku stała parterowa oficyna, również z kolumnowym portykiem. Ogród, z tyłu domu, schodził do Jasiołdy, często opanowanej przez bobry. Wokół był park krajobrazowy.
W czasie I wojny światowej przez majątek przeszedł front. Dwór został spalony z całą jego zawartością około 1917 roku. Kilka uratowanych dzieł sztuki i pozycji z archiwum przepadło w czasie II wojny światowej. Dwór nie został odbudowany.
Majątek w Wieleśnicy jest opisany w 2. tomie Dziejów rezydencji na dawnych kresach Rzeczypospolitej Romana Aftanazego.